# سی‌تی‌ال لجستیکس
سی‌تی‌ال لجستیکس (انگلیسی: CTL Logistics) شرکت ترابری ریلی لهستانی است، که در سال ۱۹۹۲ تأسیس شد.